# Sosefo Suve
Pour les articles homonymes, voir Suve.
Sosefo Suve est un homme politique français de Wallis-et-Futuna. Il est président de l'Assemblée territoriale des îles Wallis et Futuna du 28 novembre 2012 au 1er avril 2013.